# Questo amore (album)
Questo amore è un album di inediti del gruppo musicale italiano dei Ricchi e Poveri, pubblicato nel 1978 su etichetta Fonit Cetra.

## Descrizione
L'album prende il suo titolo dall'omonimo brano, Questo amore, con cui il quartetto ha rappresentato l'Italia all'Eurovision Song Contest di quell'anno, tenutosi a Parigi, classificandosi al 12º posto.
Tra gli autori dei brani si citano Sergio Bardotti, Sergepy, Ezio Maria Picciotta, Mauro Lusini e Dario Farina, mentre gli arrangiamenti sono curati da Toto Torquati.
Tra le tracce del disco, ci sono due brani dedicati a due cittadine italiane: Genova, che ha dato i natali a tre dei quattro membri della band (Angelo Sotgiu, di origini sarde, è l'unico non ligure), e Fregene, località balneare nei pressi di Roma.
Tra l'altro, il brano La voce di Genova (sottotitolato in genovese A voxe de Zena) è l'unico di questo album a cui ha collaborato uno dei quattro componenti della band, Franco Gatti.

## Tracce
Lato A 
1. Questo amore (Sergio Bardotti, Ezio Maria Picciotta/Mauro Lusini, Dario Farina)  4.18
2. Neve di New York (Sergio Bardotti/Mauro Lusini, Dario Farina)  4.12
3. Mi manchi (Sergepy, Sergio Bardotti/Mauro Lusini, Dario Farina)  4.25
4. Spazio (15 secondi e poi) (Sergio Bardotti/Ezio Maria Picciotta)  3.54
5. La voce di Genova (A voxe de Zena) (Franco Gatti, Luigi Cacace, Dario Farina)  2.54

Lato B
1. Fregene (Sergepy, Sergio Bardotti/Dario Farina)  5.12
2. Anima (Sergepy, Sergio Bardotti/Mauro Lusini, Dario Farina)  5.05
3. La montagna (Sergio Bardotti, Ezio Maria Picciotta/Mauro Lusini, Dario Farina) 4.29
4. Musica musica (Romolo Forlai, Mauro Lusini)  4.50

## Singolo
- Questo amore/Anima (Fonit Cetra, 1674) - 1978

## Crediti
- Edizioni: Usignolo/Piramide Azzurra
- Arrangiamenti musicali: Toto Torquati
- Produttore: Gabric

## Dettagli pubblicazione
| Paese  | Data | Etichetta   | Formato | Nº Catalogo |
| ------ | ---- | ----------- | ------- | ----------- |
| Italia | 1978 | Fonit Cetra | 33 giri | LPX 67      |

- Pubblicazione & Copyright: 1978 - Fonit Cetra.
- Distribuzione: Fonit Cetra.